# Sphaeromeria
 Sphaeromeria  (Nuttall, 1841) è un genere di piante angiosperme dicotiledoni della famiglia delle Asteraceae, sottofamiglia Asteroideae, tribù Anthemideae (Asian-southern African grade) e sottotribù Artemisiinae.

## Etimologia
Il nome del genere deriva dal greco "sphaira" (= sfera) e "meros" (= una parte) e allude alla disposizione particolare dei capolini di alcune specie di questo genere.
Il nome scientifico del genere è stato definito dal botanico Thomas Nuttall (1786-1859) nella pubblicazione " Transactions of the American Philosophical Society Held at Philadelphia for Promoting useful Knowledge. Philadelphia" (  Trans. Amer. Philos. Soc. ser. 2, 7: 401 (-402)) del 1841.

## Descrizione

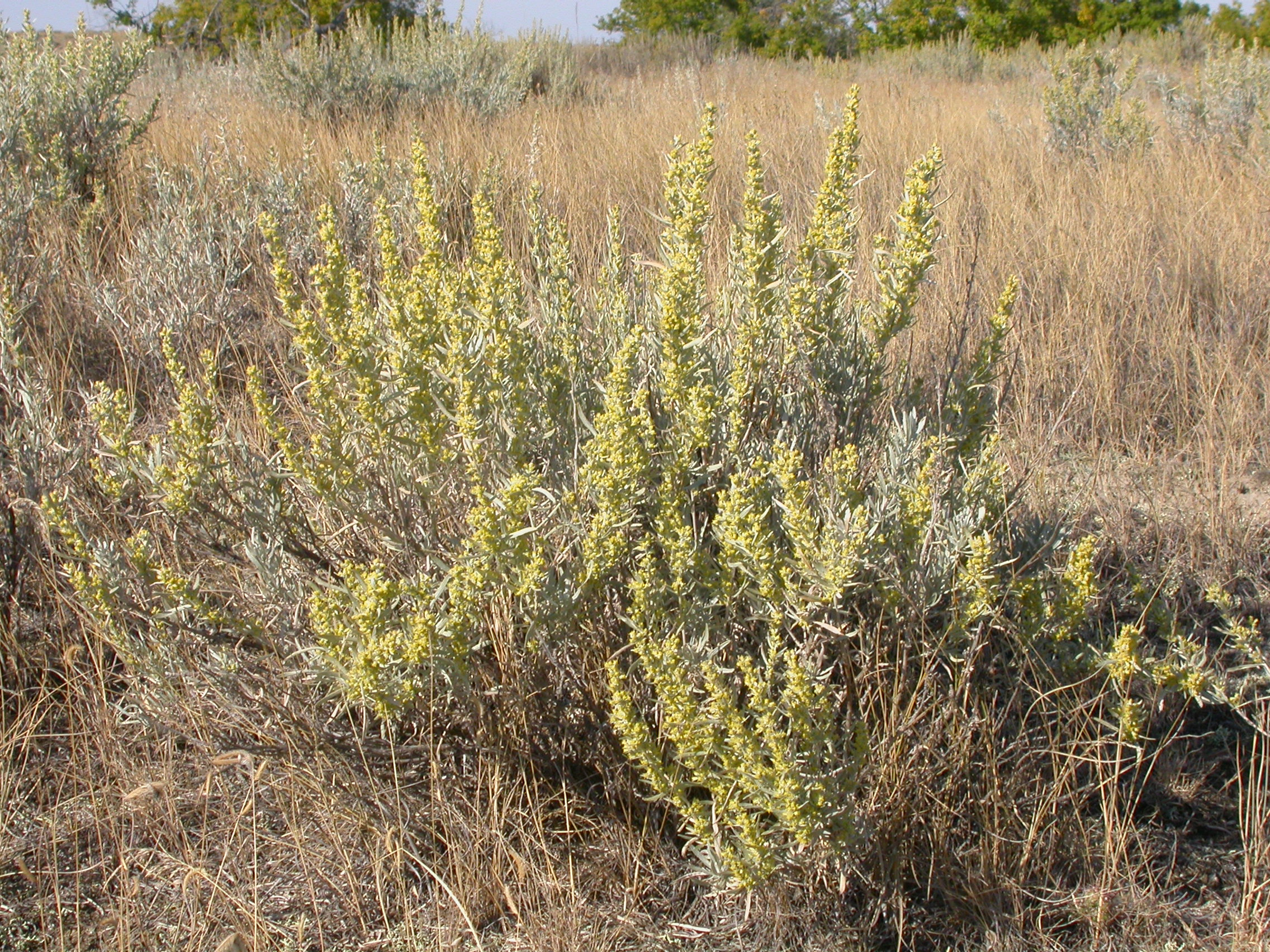
Il portamento
Sphaeromeria cana

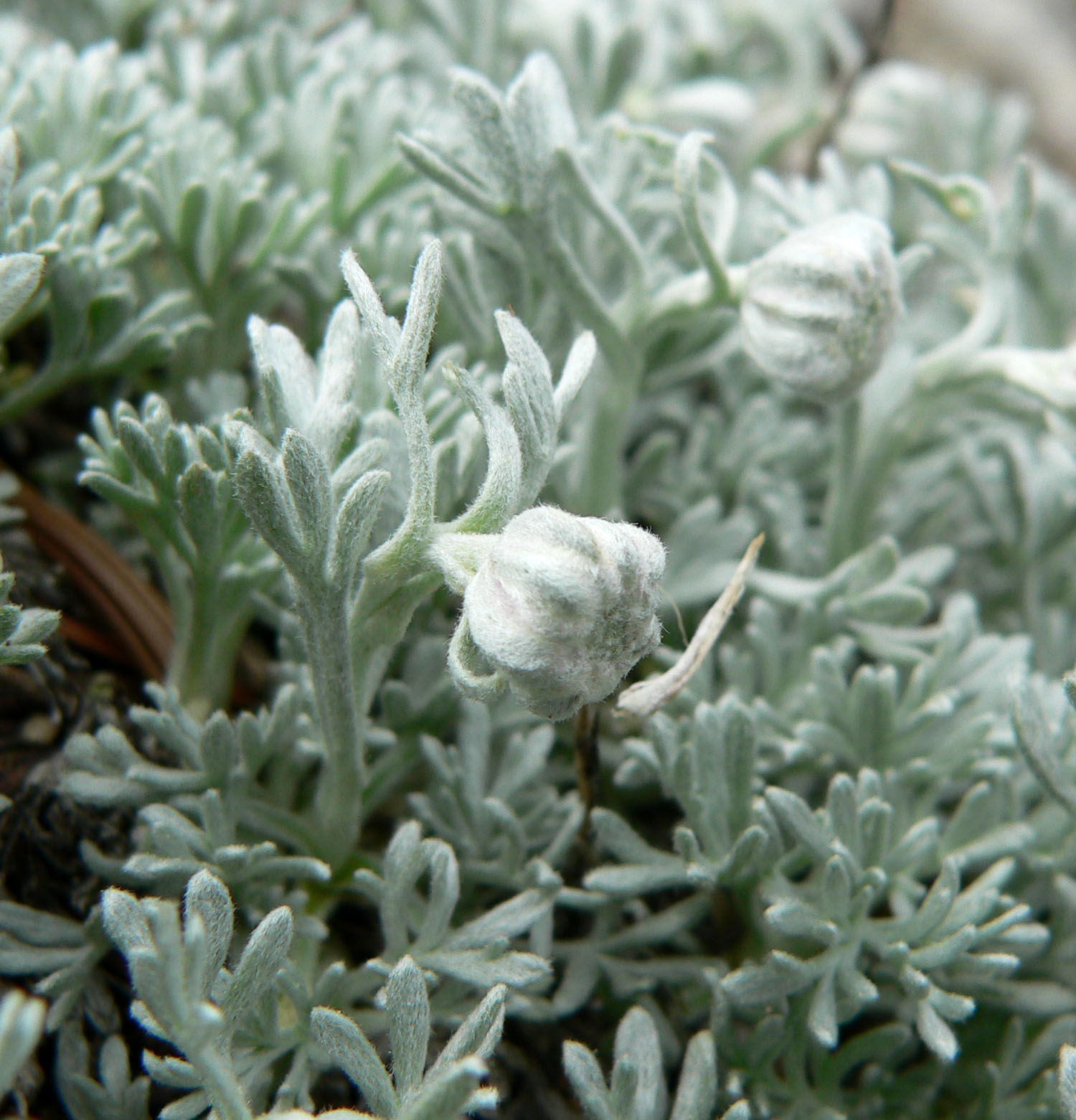
Le foglie
Sphaeromeria compacta

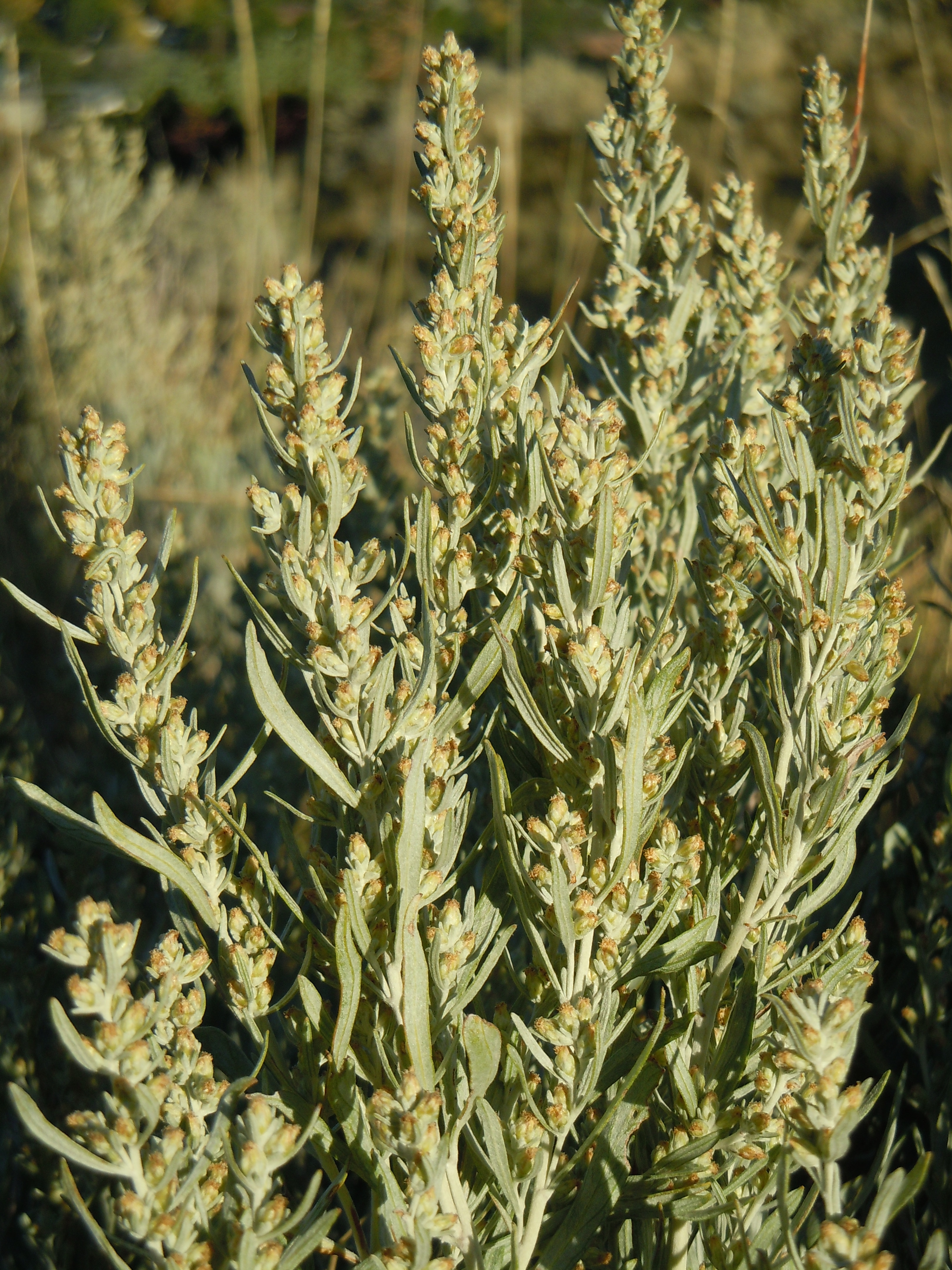
Infiorescenza
Sphaeromeria cana

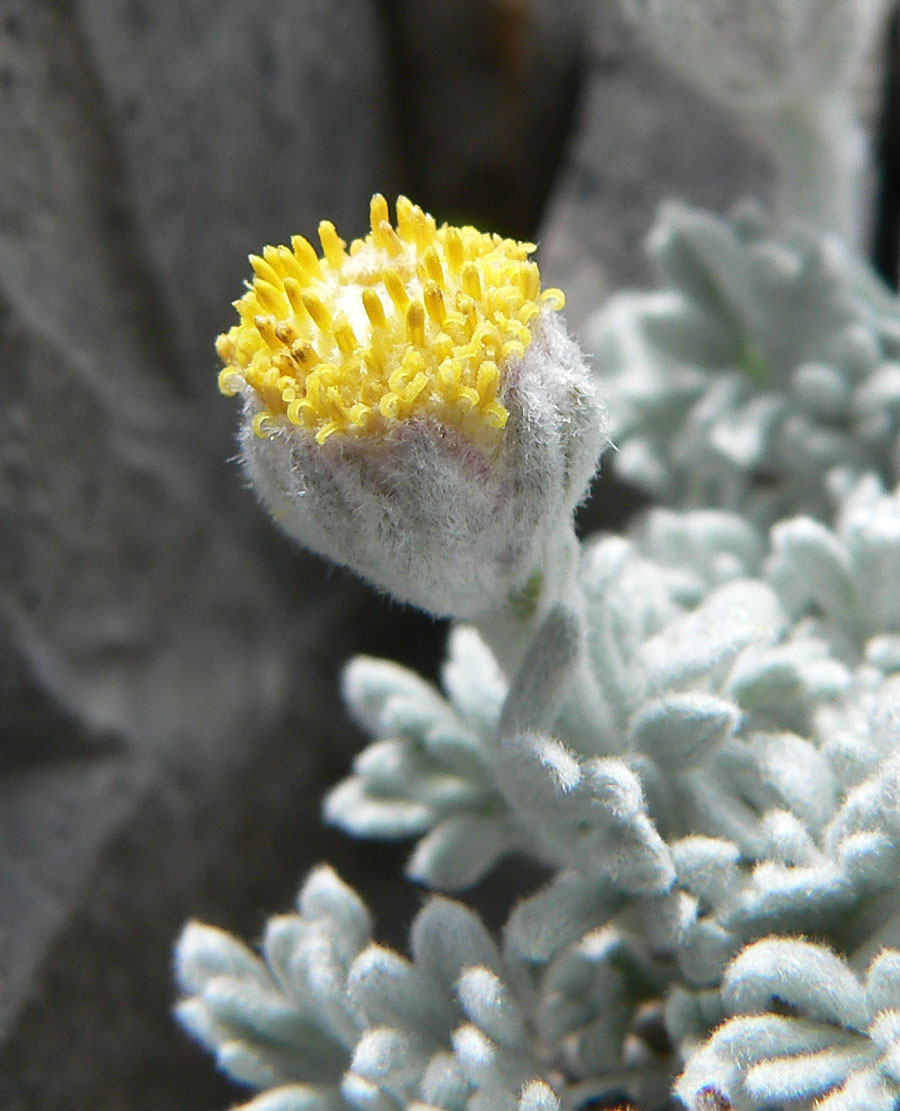
I fiori
Sphaeromeria compacta

Portamento. Le specie di questa genere sono erbe perenni oppure subarbusti; possono essere aromatiche. L'indumento consiste in brevi peli medifissi.
Fusto. La parte aerea in genere è eretta, semplice o ramosa. Gli steli per pianta sono da 1 a 5; glabri o da sericei a tomentosi (per peli medifissi), solitamente anche punteggiati di ghiandole. Altezza media: 5 - 60 cm.
Foglie. Le foglie lungo il caule sono disposte in modo alterno (alla base sono rosulate - formano delle rosette); sono picciolate e/o sessili. Le lamine sono intere o pennatosette con pochi lobi con forme da obovate a cuneate o lineari. Le facce sono glabre o più o meno da sericee a tomentose e solitamente punteggiate di ghiandole.
Infiorescenza. Le sinflorescenze sono formate da capolini raccolti più o meno in modo corimboso; in alcuni casi sono solitari o raramente in formazioni panicoliformi, o in gruppi subcapitati. Le infiorescenze vere e proprie sono composte da un capolino terminale peduncolato di tipo disciforme. I capolini sono formati da un involucro, con forme da emisferiche a obconiche, composto da 12 - 20 brattee, al cui interno un ricettacolo fa da base ai fiori di due tipi: fiori del raggio (qui assenti) e fiori del disco. Le brattee, piatte, con forme obovate e a consistenza erbacea, sono disposte in modo più o meno embricato su più serie (da 2 a 3). Il ricettacolo, da piatto a conico e raramente pubescente, è sprovvisto di pagliette avvolgenti la base dei fiori. Le brattee al margine sono scariose a volte chiare o scure. Diametro degli involucri: 3 - 5 mm.
Fiori.  I fiori, normalmente da 30 a 50 (minimo 2 - massimo 60) per capolino, sono tetra-ciclici (formati cioè da 4 verticilli: calice – corolla – androceo – gineceo) e pentameri (calice e corolla formati da 5 elementi). Si distinguono in:
- fiori del raggio (esterni): non sono presenti e sono sostituiti da alcuni (da 4 a 15) fiori femminili tubolosi filiformi con 3 lobi;
- fiori del disco (centrali): sono più numerosi con forme brevemente tubulose (attinomorfe); sono ermafroditi.

- Formula fiorale:

*/x K {\displaystyle \infty }, [C (5), A (5)], G 2 (infero), achenio
- Calice: i sepali del calice sono ridotti ad una coroncina di squame.

- Corolla: (solo fiori del disco) la forma è tubulare bruscamente divaricata in 5 lobi; i lobi, patenti o eretti, hanno una forma deltata; il colore in genere è giallo (pallido o lucente).

- Androceo: l'androceo è formato da 5 stami (alternati ai lobi della corolla) sorretti da filamenti generalmente liberi e sottili; gli stami sono connati e formano un manicotto circondante lo stilo. Le antere possono essere sia di tipo basifissa che medifissa (ossia attaccate al filamento per la base – nel primo caso; oppure in un punto intermedio – nel secondo caso).[11] Questa caratteristica ha valore tassonomico in quanto distingue i generi gli uni dagli altri. Normalmente le antere variano da ottuse (arrotondate) a leggermente appuntite alla base (o anche caudate); in alcune specie le appendici sono triangolari, lineari o ellittiche. Il tessuto endoteciale (rivestimento interno dell'antera) non è polarizzato. Il polline è sferico con un diametro medio di circa 25 micron;  è tricolporato (con tre aperture sia di tipo a fessura che tipo isodiametrica o poro) ed è più o meno echinato (con punte sporgenti).

- Gineceo: l'ovario è infero uniloculare formato da 2 carpelli. Lo stilo (il recettore del polline) è profondamente bifido (con due stigmi divergenti) e con le linee stigmatiche marginali separate o contigue. I due bracci dello stilo hanno una forma troncata e possono essere papillosi o ricoperti da ciuffi di peli.

Frutti. I frutti sono degli acheni con pappo. Gli acheni hanno delle forme da obovoidi-oblughe a cilindriche con 3 - 5 coste; l'apice in genere è arrotondato oppure ha una corona lacerata con piccole scaglie. Il pericarpo può possedere delle cellule mucillaginifere, mentre le sacche di resina sono assenti.

## Biologia
Impollinazione: l'impollinazione avviene tramite insetti (impollinazione entomogama tramite farfalle diurne e notturne).

Riproduzione: la fecondazione avviene fondamentalmente tramite l'impollinazione dei fiori (vedi sopra).

Dispersione: i semi (gli acheni) cadendo a terra sono successivamente dispersi soprattutto da insetti tipo formiche (disseminazione mirmecoria). In questo tipo di piante avviene anche un altro tipo di dispersione: zoocoria. Infatti gli uncini delle brattee dell'involucro (se presenti) si agganciano ai peli degli animali di passaggio disperdendo così anche su lunghe distanze i semi della pianta. Inoltre per merito del pappo (se presente) il vento può trasportare i semi anche a distanza di alcuni chilometri (disseminazione anemocora).

## Distribuzione e habitat
Le specie di questo genere sono distribuite in Nord America e Messico.

## Sistematica
La famiglia di appartenenza di questa voce (Asteraceae o Compositae, nomen conservandum) probabilmente originaria del Sud America, è la più numerosa del mondo vegetale, comprende oltre 23.000 specie distribuite su 1.535 generi, oppure 22.750 specie e 1.530 generi secondo altre fonti (una delle checklist più aggiornata elenca fino a 1.679 generi). La famiglia attualmente (2021) è divisa in 16 sottofamiglie; la sottofamiglia Asteroideae è una di queste e rappresenta l'evoluzione più recente di tutta la famiglia.

### Filogenesi
Il gruppo di questa voce è descritto nella tribù Anthemideae, una delle 21 tribù della sottofamiglia Asteroideae). In base alle ultime ricerche nella tribù sono stati individuati (provvisoriamente) 4 principali lignaggi (o cladi): "Southern hemisphere grade", "Asian-southern African grade", "Eurasian grade" e "Mediterranean clade". Il genere  Sphaeromeria (insieme alla sottotribù Artemisiinae) è incluso nel clade Asian-southern African grade..
Da un punto di vista filogenetico il genere Sphaeromeria occupa, nell'ambito della sottotribù, una posizione più o meno centrale e insieme ai generi Neopallasia, Artemisia, Crossostephium e Picrothamnus fa parte del "Artemisia Group". Alcune checklist presentano le specie di questo genere incluse in Artemisia.. 
I caratteri distintivi del genere sono:
- i capolini contengono da 30 a 50 fiori;
- i fiori del disco centrale sono ermafroditi;
- gli acheni hanno delle forme da obovoidi-oblughe a cilindriche con 3 - 5 coste.

Il numero cromosomico delle specie di questo genere è: 2n = 18.
In base all'"orologio molecolare" questo genere ha iniziato a divergere tra 3 e 2 milioni di anni fa insieme ai generi Brachanthemum e Kaschgaria.

### Elenco delle specie
Questo genere ha 9 specie:
- Sphaeromeria argentea Nutt.
- Sphaeromeria cana  (D.C.Eaton) A.Heller
- Sphaeromeria capitata  Nutt.
- Sphaeromeria compacta  (H.M.Hall) "A.H.Holmgren, L.M.Shultz & Lowrey"
- Sphaeromeria diversifolia  (D.C.Eaton) Rydb.
- Sphaeromeria martirensis  (Wiggins) "A.H.Holmgren, L.M.Shultz & Lowrey"
- Sphaeromeria potentilloides  (A.Gray) A.Heller
- Sphaeromeria ruthiae  "A.H.Holmgren, L.M.Shultz & Lowrey"
- Sphaeromeria simplex  (A.Nelson) A.Heller